# Олександр Імедашвілі
Олександр Соломонович Імедашвілі (груз. ალექსანდრე სოლომონის ძე იმედაშვილი; 18 лютого (2 березня) 1882 1882, Тифліс, Російська імперія, нині Грузія — 30 вересня 1942, Тбілісі) — грузинський актор театру і кіно.
Був актором в театрі імені Руставелі і в театрі імені Марджанішвілі. Дебютував в кіно в 1921 році.

## Вибрана фільмографія
- 1928 — «Елісо»
- 1937 — «Арсен»